# Eva Kemlein
Eva Kemlein née Ernestine Eva Graupe (4 août 1909, Charlottenburg - 8 août 2004, Berlin), est une photographe et photojournaliste allemande.

## Biographie
Fille d'Albert et Gertrud Graupe, Ernestine Eva Graupe, la plus jeune des trois enfants est née à Charlottenburg, quartier de la ville de Berlin en 1909. Son père est grossiste de céréales et banquier d'une entreprise dans le Dorotheenstraße. Peu intéressée par l'école, elle quitte prématurément le lycée pour filles de la Sybelstraße. 
De 1915 à 1929, elle poursuit une formation professionnelle à l’école lettone afin de devenir assistance médico-technique. Elle se découvre une passion pour la photographie à travers les clichés médicaux qu'elle manipule. 

### Sous l'occupation nazie  (1933 - 1945)
Eva Graupe rencontre son futur époux Herbert Kemlein lors d'un voyage en Italie au début des années 1930. Ils se marient en 1933 avant de s'exiler pour la Grèce à la suite de l'accession au pouvoir d'Adolf Hitler en Allemagne. Le couple commence une série de reportages, Eva photographie et Herbert Kemlein rédige des articles comme journaliste pour différents quotidiens allemands.

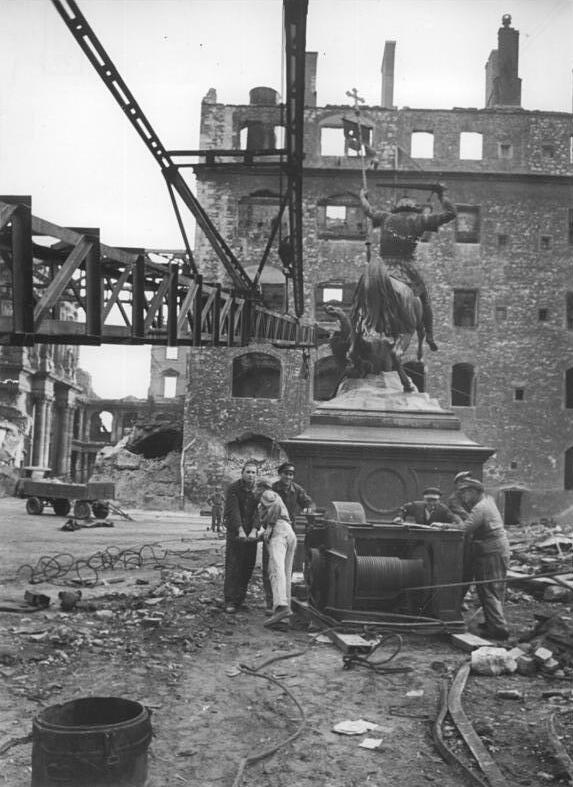
Démolition du château en ruine à Berlin. Photographie d'Eva Kemlein, 11 octobre 1950.

Après l'instauration des lois raciales de Nuremberg, la photographe d'origine juive ne peut plus exercer sa profession. Son père lui fait parvenir de l'argent pour subvenir à leurs besoins. En 1937, le couple est expulsé de Grèce après avoir été dénoncé. Eva Kemlein se sépare de son mari à la suite des problèmes de mixité liés à leur union et s’installe à Berlin auprès de sa mère en 1938. Son père est décédé et ses deux frères sont exil en Amérique du Sud. Elle commence à travailler à la chaîne dans diverses usines.   
En 1942, sa mère est déportée et assassinée à Riga en Lettonie. Eva Kemlein rencontre l'acteur et dramaturge Werner Stein de 21 ans son aîné qui l'aide à survivre au nazisme en vivant de manière illégale dans la capitale allemande de 1942 à 1945. Ensemble, ils participent à un travail souterrain politique actif contre le Régime nazi au sous-sol d'un immeuble de la rue de Schöneberg (Schöneberger Straße).
À la fin de la guerre le couple emménage dans la colonie d'artistes de la place de Laubenheim (Laubenheimer Platz), où la photographe passera près de 60 ans de sa vie.

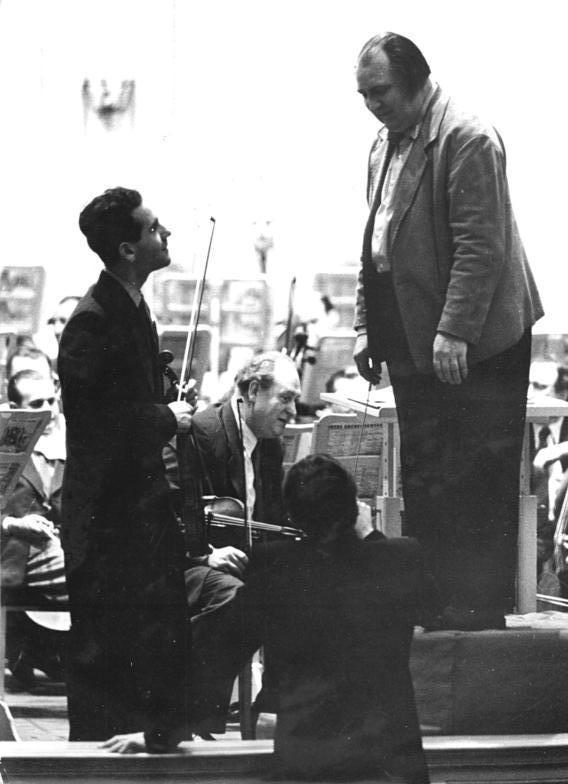
Le violoniste soviétique Igor Oistrach (à gauche) en conversation avec le chef d’orchestre Franz Konwitschny, lors d'un concert donné en République démocratique allemande (RDA) le 29 mars 1956. Photographie d'Eva Kemlein.

### Photojournalisme et histoire du théâtre allemand (1945 - 2004)
Dès 1945 après la libération de Berlin par l’armée russe, Eva Kemlein commence à travailler comme photojournaliste pour le Berliner Zeitung. Le premier numéro est publié le 21 mai 1945, sa photo réalisée avec son vieux Leica et montrant un vendeur ambulant offrant le Berliner Zeitung est la première image éditée dans l'histoire du journal. 
Ses photographies de la ville en ruine se distinguent comme ses travaux les plus reconnus, mais sa passion reste la photographie de théâtre. En mai 1945, l'un de ses plus célèbres clichés montre Ernst et Eva Busch devant leur ancien appartement au 11 de la Bonner Straße. Elle capture encore Hélène Weigel dite « Mère Courage » au Berliner Ensemble, théâtre fondé par Bertolt Brecht. Avec son appareil photo, Eva Kemlein a documenté pendant des décennies l'histoire du théâtre de Berlin, à travers notamment des publications pour le Wochenpost, Sibylle et Theater der Zeit.
Au début de la Guerre froide, la photographe vagabonde entre les deux mondes. Elle s'installe à l'Ouest de la ville même après la construction du mur de Berlin en 1961. Cependant, ses images sont boycottées par les journaux de Berlin-Ouest. À la même époque, la demande d'indemnisation en tant que victimes du régime nazi d'Eva Kemlein et Werner Stein est rejetée. 
En 1993, le Musée de la ville de Berlin acquiert la collection Théâtre. Ces portraits réunissent Tilla Durieux, Louis Armstrong, David Oïstrakh, Mary Wigman, Gret Palucca ou encore Hanns Eisler.
En août 2004, Eva Kemlein meurt à Berlin. La totalité de ses archives soit près de 300 000 négatifs deviennent la propriété du Musée de la ville de Berlin. 

## Expositions
- 2017: Berlin lebt auf! Die Fotojournalistin Eva Kemlein (1909–2004), Nouvelle synagoge de Berlin, Berlin, 7 octobre 2016 - 30 avril 2017
- 2016 : Berlin – Stadt der Frauen, Musée Ephraim-Palais, Berlin, 17 mars 2016 - 28 août 2016
- 2014 : Eyes Wide Open, 100 ans de Leica Photography, commissaire d’exposition allemand, Hans-Michael Koetzle, Deichtorhallen, Hambourg, 24 octobre 2014 - 11 janvier 2015